# Bonnelles
Bonnelles est une commune française située dans le département des Yvelines en région Île-de-France.

## Géographie

### Situation
Bonnelles est située dans le sud-est du département des Yvelines en limite du département de l'Essonne, à environ 18 km à l'est de Rambouillet et à 28 km au sud-sud-ouest de Versailles.

### Communes limitrophes
|                       | Pecqueuse (Essonne) | Limours (Essonne)          |
| Bullion               | Bonnelles           | Forges-les-Bains (Essonne) |
| Rochefort-en-Yvelines | Longvilliers        | Angervilliers (Essonne)    |

### Hydrographie
Le territoire de la commune comprend une réserve naturelle régionale des Étangs de Bonnelles. Ce territoire est également traversé par un cours d'eau, la Gloriette.

### Transports et voies de communications

#### Réseau routier
Bonnelles est située sur l'ancienne RN 188 déclassée en RD 988 depuis les années 1970.

#### Desserte ferroviaire
Bonnelles a été desservie par la ligne d'Ouest-Ceinture à Chartres, ouverte au trafic voyageur du 15 mai 1930 au 1er août 1939 de Chartres à Massy - Palaiseau. La halte se nommait alors Bonnelles - Bullion et se situait en dehors du village au nord. La ligne était parcourue quotidiennement par trois trains aller-retour.
Avec l'urbanisation progressive de la commune, l'ancienne gare se trouve désormais intégrée aux lotissements. Elle se situe à l'extrémité est de l'avenue du Bois-Biquet, au bout de laquelle est possible l'accès à une portion de la Véloscénie, piste cyclable dont le tracé réutilise l'emprise de l'ancienne voie de chemin de fer, en direction de Limours.
Les anciens quais de la gare, désormais recouverts de végétation, se devinent encore dans la forêt bordant l'entrée de la Véloscénie. Le pont de la rue de Villevert à la sortie nord du village, situé à côté de la déchetterie, ainsi que le pont de la route de Bullion à la sortie ouest, aux abords du centre équestre, sont autant d'ouvrages d'arts qui témoignent de ce passé ferroviaire.
Aujourd'hui encore, le chemin forestier qui permet de rejoindre l'ancienne gare depuis le château s'appelle le chemin de la Gare, en souvenir de cette ancienne desserte.

#### Bus
La commune est desservie par les lignes 04, 29, 39.07, 39.07A, 39.07B et 39.30C du réseau de bus Centre et Sud Yvelines.

### Climat
Pour des articles plus généraux, voir Climat de l'Île-de-France et Climat des Yvelines.
En 2010, le climat de la commune est de type climat océanique dégradé des plaines du Centre et du Nord, selon une étude du CNRS s'appuyant sur une série de données couvrant la période 1971-2000. En 2020, Météo-France publie une typologie des climats de la France métropolitaine dans laquelle la commune est exposée à un climat océanique altéré et est dans la région climatique Sud-ouest du bassin Parisien, caractérisée par une faible pluviométrie, notamment au printemps (120 à 150 mm) et un hiver froid (3,5 °C).
Pour la période 1971-2000, la température annuelle moyenne est de 10,8 °C, avec une amplitude thermique annuelle de 15 °C. Le cumul annuel moyen de précipitations est de 680 mm, avec 10,8 jours de précipitations en janvier et 7,9 jours en juillet. Pour la période 1991-2020, la température moyenne annuelle observée sur la station météorologique la plus proche, située sur la commune de Choisel à 8 km à vol d'oiseau, est de 11,1 °C et le cumul annuel moyen de précipitations est de 709,1 mm,. Pour l'avenir, les paramètres climatiques de la commune estimés pour 2050 selon différents scénarios d'émission de gaz à effet de serre sont consultables sur un site dédié publié par Météo-France en novembre 2022.

## Urbanisme

### Typologie
Au 1er janvier 2024, Bonnelles est catégorisée bourg rural, selon la nouvelle grille communale de densité à sept niveaux définie par l'Insee en 2022.
Elle est située hors unité urbaine. Par ailleurs la commune fait partie de l'aire d'attraction de Paris, dont elle est une commune de la couronne,. Cette aire regroupe 1 929 communes,.

### Occupation des solssimplifiée
Le territoire de la commune se compose en 2017 de 89,64 % d'espaces agricoles, forestiers et naturels, 3,24 % d'espaces ouverts artificialisés et 7,12 % d'espaces construits artificialisés.

### Occupation des sols détaillée
Le tableau ci-dessous présente l'occupation des sols de la commune en 2018, telle qu'elle ressort de la base de données européenne d’occupation biophysique des sols Corine Land Cover (CLC).
| Type d’occupation                             | Pourcentage | Superficie (en hectares) |
| --------------------------------------------- | ----------- | ------------------------ |
| Tissu urbain discontinu                       | 9,2 %       | 99                       |
| Terres arables hors périmètres d'irrigation   | 36,5 %      | 393                      |
| Prairies et autres surfaces toujours en herbe | 16,3 %      | 176                      |
| Systèmes culturaux et parcellaires complexes  | 1,2 %       | 13                       |
| Forêts de feuillus                            | 36,8 %      | 396                      |
| Source : Corine Land Cover                    |             |                          |

### Hameaux de la commune
Bissy, les Clos, les Petits Clos, Villevert (partiellement).

## Toponymie
Le nom de la localité est attesté sous les formes Bonella au XIIIe siècle, Bonnella, Boonel en 1223.
Bonnelles, du gaulois botina, du bas latin bodina qui est devenu en ancien français bodne, puis bone (borne), Borne est une variante picarde de bodne, le français l'a finalement adopté.
Il y avait des bornes sur les anciennes voies romaines, Bonnelles est sur une voie antique, qui menait de Paris à Chartres ; là encore, sans doute une borne routière, d'autant plus que Bonnelles se situe approximativement à mi-chemin entre Chartres et Paris.

## Histoire
Jacques-Denis Nouton, officier de santé, domicilié à Bonnelles, 48 ans, natif de Nîmes, fut recherché en 1803 comme étant accusé d'avoir assassiné sa belle-sœur et incendié la maison de son beau-frère. L'avis de recherche précisait qu'il est armé d'un sabre et de deux pistolets.
Pendant la Première Guerre mondiale, dès août 1914, la duchesse d’Uzès, personnalité très en vue de la région, met à disposition le château de Bonnelles aux fins de constituer un hôpital auxiliaire. L’annexe est l’école des filles de la rue Gambetta ou la duchesse y exercera elle-même les fonctions d’infirmière. On y soignait les soldats blessés ou malades, évacués du front.

## Population et société

### Démographie

#### Évolution démographique
L'évolution du nombre d'habitants est connue à travers les recensements de la population effectués dans la commune depuis 1793. Pour les communes de moins de 10 000 habitants, une enquête de recensement portant sur toute la population est réalisée tous les cinq ans, les populations de référence des années intermédiaires étant quant à elles estimées par interpolation ou extrapolation. Pour la commune, le premier recensement exhaustif entrant dans le cadre du nouveau dispositif a été réalisé en 2004.

En 2022, la commune comptait 2 211 habitants, en évolution de +16,06 % par rapport à 2016 (Yvelines : +2,72 %, France hors Mayotte : +2,11 %).
| 1793 | 1800 | 1806 | 1821 | 1831 | 1836 | 1841 | 1846 | 1851 |
| ---- | ---- | ---- | ---- | ---- | ---- | ---- | ---- | ---- |
| 515  | 509  | 532  | 503  | 502  | 506  | 503  | 515  | 571  |

| 1856 | 1861 | 1866 | 1872 | 1876 | 1881 | 1886 | 1891 | 1896 |
| ---- | ---- | ---- | ---- | ---- | ---- | ---- | ---- | ---- |
| 563  | 552  | 531  | 527  | 541  | 566  | 572  | 564  | 565  |

| 1901 | 1906 | 1911 | 1921 | 1926 | 1931 | 1936 | 1946 | 1954 |
| ---- | ---- | ---- | ---- | ---- | ---- | ---- | ---- | ---- |
| 596  | 593  | 570  | 530  | 470  | 403  | 370  | 441  | 516  |

| 1962 | 1968 | 1975 | 1982  | 1990  | 1999  | 2004  | 2006  | 2009  |
| ---- | ---- | ---- | ----- | ----- | ----- | ----- | ----- | ----- |
| 478  | 546  | 595  | 1 371 | 2 193 | 2 162 | 2 077 | 2 078 | 1 949 |

| 2014  | 2019  | 2022  | - | - | - | - | - | - |
| ----- | ----- | ----- | - | - | - | - | - | - |
| 1 949 | 2 079 | 2 211 | - | - | - | - | - | - |

#### Pyramide des âges
En 2018, le taux de personnes d'un âge inférieur à 30 ans s'élève à 34,3 %, soit en dessous de la moyenne départementale (38,0 %). À l'inverse, le taux de personnes d'âge supérieur à 60 ans est de 23,6 % la même année, alors qu'il est de 21,7 % au niveau départemental.
En 2018, la commune comptait 1 049 hommes pour 972 femmes, soit un taux de 51,90 % d'hommes, largement supérieur au taux départemental (48,68 %).
Les pyramides des âges de la commune et du département s'établissent comme suit.
| Hommes | Classe d’âge | Femmes |
| ------ | ------------ | ------ |
| 0,4    | 90 ou +      | 0,6    |
| 4,7    | 75-89 ans    | 6,1    |
| 17,1   | 60-74 ans    | 18,4   |
| 21,7   | 45-59 ans    | 23,4   |
| 18,7   | 30-44 ans    | 20,6   |
| 18,8   | 15-29 ans    | 13,3   |
| 18,7   | 0-14 ans     | 17,7   |

| Hommes | Classe d’âge | Femmes |
| ------ | ------------ | ------ |
| 0,6    | 90 ou +      | 1,4    |
| 6      | 75-89 ans    | 7,8    |
| 13,5   | 60-74 ans    | 14,8   |
| 20,7   | 45-59 ans    | 20,1   |
| 19,6   | 30-44 ans    | 19,9   |
| 18,5   | 15-29 ans    | 16,8   |
| 21,2   | 0-14 ans     | 19,2   |

### Enseignement
- Le groupe scolaire de l'Orangerie comprend une école maternelle ainsi qu'une école primaire (11 rue de la Fontaine-Saint-Symphorien).
- Le collège Les Trois-Moulins (54 rue de la Division-Leclerc).

### Sports
- Tennis Club de Bonnelles
- Football Club de Bonnelles
- Basket-ball au Club de Bonnelles
- Ping-pong
- Etc.

Les sports de Bonnelles sont régis par le foyer rural de Bonnelles-Bullion qui offre de multiples activités autres que sportives.

### Activités festives
- Les Trois heures de Bonnelles et ses caisses à savon (entre 1988 et 1994).
- Le Bineau au mois de mars.
- La course à savon au mois de juin.
- La brocante au mois de mai.
- La fête foraine au mois de mai.
- Le feu de la Saint-Jean fin juin début juillet.

## Culture locale et patrimoine

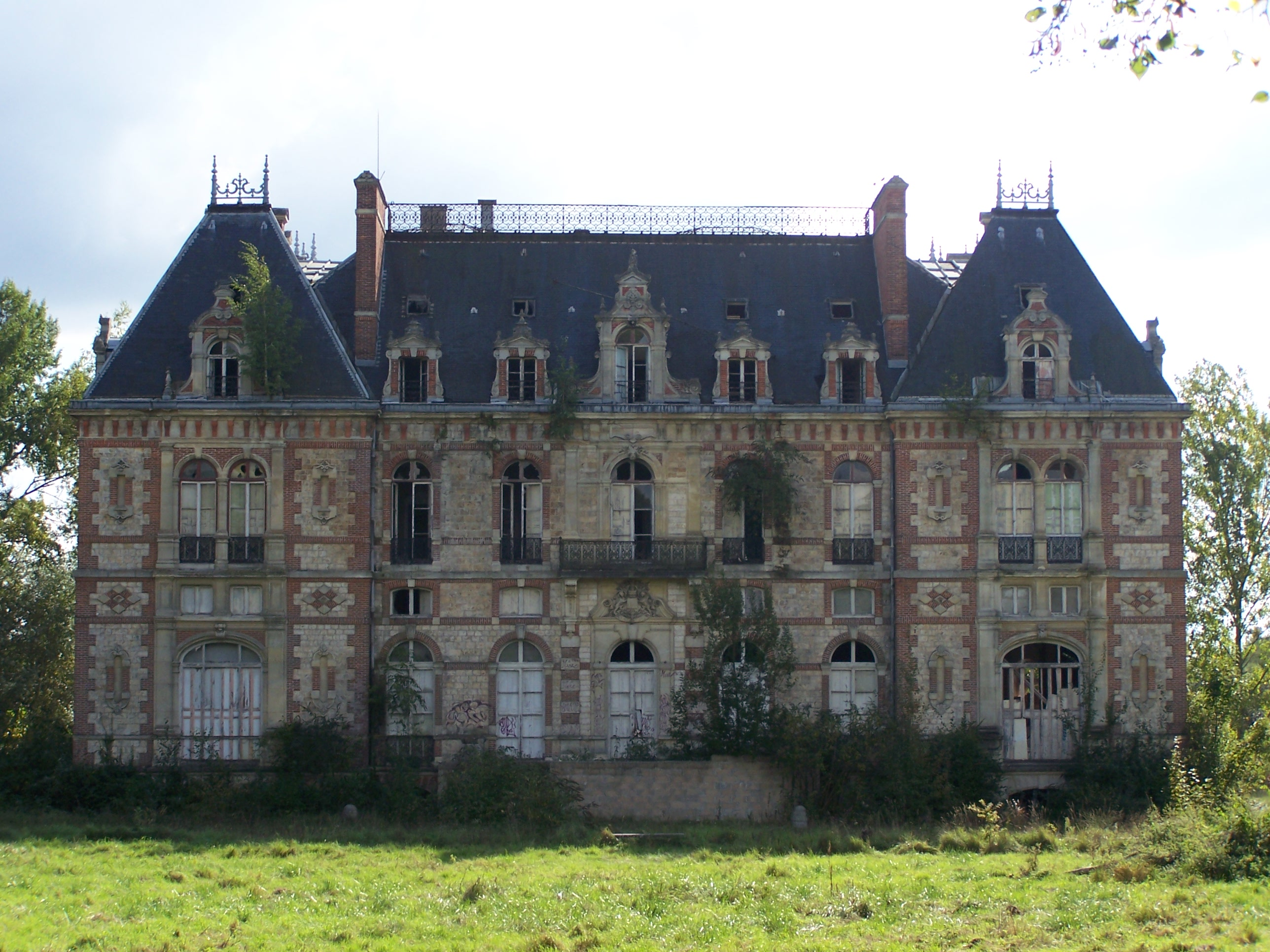
Le château de Bonnelles en 2006.

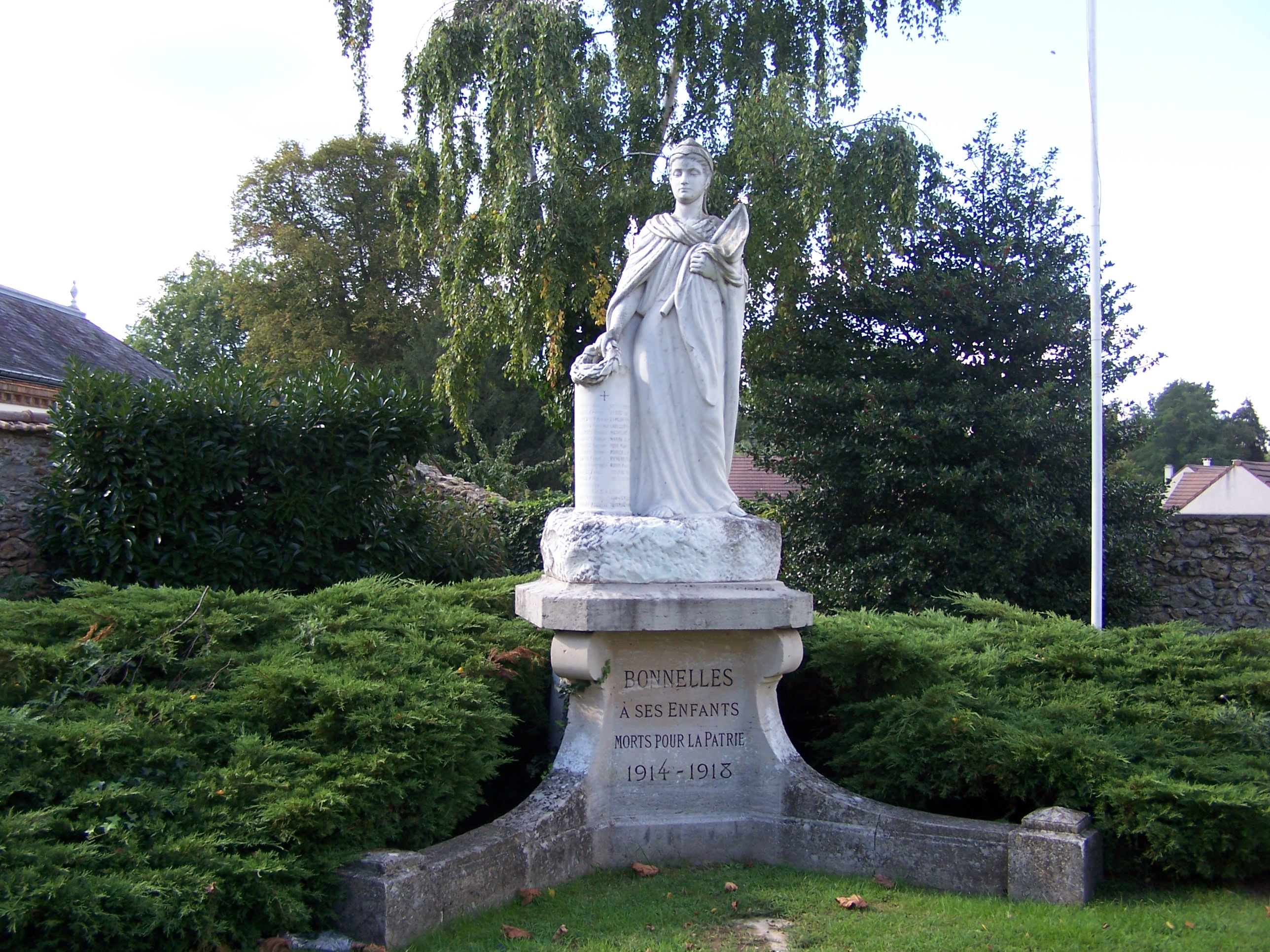
Le monument aux morts.

### Lieux et monuments
- Le château de Bonnelles.

Construit en 1849, appartint à la duchesse d'Uzès, héritière des champagnes Veuve Clicquot, puis fut un établissement scolaire de l'après-guerre jusqu'en 1990.
Celui-ci a apparemment subi de graves dégâts depuis un incendie en septembre 2008. Il fait toutefois l'objet, depuis le printemps 2009, de restaurations importantes.
- Le château de Bissy.

Il abrite aujourd'hui la ferme de Bissy qui produit plus de 2 millions de litres de lait par an grâce à sa salle de traite rotative flottante. Une partie de sa production est consacrée au lait casher.
- Le château des Clos.
- Le monastère des Orantes de l'Assomption.

Situé chemin de Noncienne, à l'extrémité de la forêt de Rambouillet, sur la route de Bullion qui mène au hameau de Longchêne.
- Le monument aux morts, sur la place de l'Église.

Il a été sculpté par la duchesse d'Uzès.
- L'église Saint-Gervais-Saint-Protais.

Datant du XIIIe siècle, elle contient de nombreux objets protégés.
La paroisse est rattachée au diocèse d’Évry - Corbeil-Essonnes et non à celui de Versailles.
- La Réserve naturelle régionale des étangs de Bonnelles.

### Personnalités liées à la commune
- Germain Moüette (1651-1691), écrivain français né et mort à Bonnelles, qui laissa un témoignage de sa captivité chez les Barbaresques ;
- Vital Joachim Chamorin (1773-1811), général des armées de la République et de l'Empire dont le nom est gravé sous l'Arc de triomphe de l'Étoile, mort à Campo Maior (Portugal) ;
- Claude de Bullion (1569-1640), seigneur de Bonnelles et de Bullion, qui donna son nom à la commune voisine de Bullion, surintendant des finances de Louis XIII, "créateur" du Louis d'or.
- Marie François Emmanuel de Crussol d'Uzès (1756-1843), 10e duc d'Uzès, comte de Crussol, décédé à Bonnelles dans l'ancien château.
- Adrien François Emmanuel de Crussol d'Uzès (1778-1837), 1er duc de Crussol, député du Gard, pair de France, maire de Bonnelles de 1819 jusqu'à sa mort.
- Armand Géraud Victurnien de Crussol d'Uzès (1808-1872), 11e duc d'Uzès, 2e duc de Crussol, fit construire l'actuel château de Bonnelles en 1849.
- Anne de Rochechouart de Mortemart (1847-1933), duchesse d'Uzès.

### Héraldique
| Blason de Bonnelles | Blason  | De gueules semé de billettes d'argent, au lion du même brochant ; au chef ondé du champ, à trois bandes d'or et soutenu d'argent. |
| Blason de Bonnelles | Détails | Les actuelles armes de la commune de Bonnelles furent créées par le conservateur en chef des Archives des Yvelines. Elles synthétisent à elles-seules les armoiries que portaient les trois grandes lignées de seigneurs de Bonnelles : - De 1450 à 1602, la famille de La Villeneuve qui portait : De gueules semé de billettes d'argent, au lion morné du même, brochant sur le tout. (Correspond au champ du blason de Bonnelles, bien que le lion actuel ne soit plus morné.) - De 1602 à 1769, la famille de Bullion, dont les ancêtres portaient : D'azur aux trois fasces ondées abaissées d'argent, au lion d'or issant de la première fasce. (Actuelles armes de la commune voisine de Bullion. Dans le blason de Bonnelles, le chef est séparé du champ par une burelle ondée d'argent, en rappel des fasces du blason de Bullion.) - De 1769 à 1933, la famille d'Uzès, dont les ancêtres portaient : De gueules à trois bandes d'or. (Que l'on retrouve dans le chef du blason de Bonnelles.) Les anciennes armes de la commune furent portées par une famille locale du XIIIe siècle : la famille de Bonnelles. Ces armes se blasonnaient ainsi : De gueules à un chevron d'argent accompagné en chef de deux étoiles d'or, et en pointe d'un croissant du second. Les trois émaux utilisés (le gueules, l'argent et l'or) se retrouvent dans l'actuel blason de la commune. |